# Saint-Gervais-les-Bains
Saint-Gervais-les-Bains is een gemeente in het Franse departement Haute-Savoie in de regio Auvergne-Rhône-Alpes. Ze ligt in de vallei van de Arve en de Val Montjoie, ten noordwesten van de Mont Blanc, die deels op haar 87 km² grote grondgebied ligt. In 2022 telde Saint-Gervais-les-Bains 5678 inwoners.
In de 19e eeuw werd het daarvoor landelijke Saint-Gervais een kuuroord en ontwikkelde het bergtoerisme zich in de streek. Nadat het dorp met de spoorwegen werd verbonden, werd hier begin 20e eeuw de Tramway du Mont Blanc gebouwd, die bezoekers dichter bij de Mont Blanc brengt. Sinds de jaren 1930 is Saint-Gervais-les-Bains bovendien een skidorp en maken de bergflanken ten zuidwesten van Saint-Gervais en Saint-Nicolas-de-Véroce deel uit van het wintersportgebied Evasion Mont Blanc.

## Geografie
De oppervlakte van Saint-Gervais-les-Bains bedraagt 63,3 km².
De onderstaande kaart toont de ligging van Saint-Gervais-les-Bains met de belangrijkste infrastructuur en aangrenzende gemeenten.

## Demografie
Onderstaande figuur toont het verloop van het inwonertal, bron: INSEE-tellingen. 

## Sport
Saint-Gervais-les-Bains was onder de naam Saint-Gervais Mont-Blanc vier keer aankomstplaats van een etappe in de wielerkoers Ronde van Frankrijk.
De ritwinnaars in Saint-Gervais Mont-Blanc zijn:
- 1990: Thierry Claveyrolat
- 1992: Rolf Järmann
- 2016: Romain Bardet
- 2023: Wout Poels